# Zonopterus flavitarsis
Zonopterus flavitarsis är en skalbaggsart som beskrevs av Hope 1842. Zonopterus flavitarsis ingår i släktet Zonopterus och familjen långhorningar.
Artens utbredningsområde är Laos. Inga underarter finns listade i Catalogue of Life.